# Mangrovekreischeule
Die Mangrovekreischeule (Megascops cooperi, Synonym: Otus cooperi), auch als Mangroven-Kreischeule, oder auch Mangroveeule oder Mangroveneule bezeichnet, ist eine Eulenart aus der Gattung der Kreischeulen. Sie kommt in den zwei Unterarten Megacops cooperi chiapensis und Megascops cooperi cooperi in Mittelamerika vor.

## Beschreibung
Die Mangrovekreischeule erreicht eine Länge von 25,5 Zentimetern. Das Gewicht beträgt 145–170 Gramm. Der Gesichtsschleier ist hellgrau mit blassen dunklen Ringen, die von weißen und dunkelbraunen Federn umrandet sind. Der Oberkopf zeigt dunkle Schaftmarkierungen. Die Oberseite ist lohfarben-grau mit einer feinen dunklen Kritzelung und schwarzen Schaftstreifen. Weiße Tupfer auf den Schultern bilden eine helle Linie. Die Flügeldecken sind weißlich gesäumt. Die Hand- und Armschwingen sind gebändert. Die Unterseite ist schmutzigweiß mit einer braunen Kritzelung und sehr schmalen langen schwarzen Schaftstreifen. Der Lauf ist voll befiedert. Die Zehen sind borstig. Die Iris ist gelb. Der Schnabel ist grünlich mit einer cremegelben Spitze. Die Jungvögel sind an der Oberseite graubeige und an der Unterseite weißlich. Die Brust ist intensiv lohfarben mit einer dunklen Zeichnung.

## Stimme
Der Gesang besteht aus bis zu 15 kurzen Noten, die in schnellen Reihen produziert werden, zur Mitte in der Tonhöhe ansteigen und dann wieder abfallen. Manchmal sind kurze Triller mit u-pu-pu-pu-pu-pu oder prr-pu-pu-PU-PU-PU-pu-pu sowie Ruflaute aus einem einzelnen tiefen groben woof oder whuh zu hören.

## Verbreitung und Lebensraum
Die Nominatform Megascops cooperi cooperi kommt vom südlichen Chiapas im südöstlichen Mexiko bis nach Guanacaste im nordwestlichen Costa Rica vor. Die Rasse Megascops cooperi chiapensis ist im mexikanischen Bundesstaat Chiapas heimisch. Die Mangrovekreischeule bewohnt trockenes Waldland und halboffenes Land mit zerstreuten Bäumen, Sträuchern, Palmen, Pachycereus pringlei und anderen Kakteen. Des Weiteren ist sie in Sumpfwäldern und an den Rändern von Mangrovenwäldern von Meereshöhe bis in eine Höhenlage von 1000 Metern anzutreffen.

## Lebensweise
Die Mangrovekreischeule ernährt sich großen Insekten, einschließlich Käfern, Motten und Heuschrecken sowie Skorpionen und kleinen Nagetieren. Die Brutzeit beginnt meist im März während der Trockenperiode. Das Nest wird in Baumhöhlen oder in alten Spechthöhlen errichtet. Das Gelege besteht aus drei bis fünf Eiern. Die Jungvögel bleiben bis zum Beginn der Regenzeit mit den Eltern zusammen.

## Status
Die Mangrovekreischeule ist nicht gefährdet. In Costa Rica lebt sie in mehreren Schutzgebieten, einschließlich Santa Rosa, Palo Verde und im Nationalpark Barra Honda.